# Осауленко Євген Миколайович
Євген Миколайович Осауленко (нар.	5 жовтня 1974, Київ) — український музейник, провідний науковий співробітник музея Ханенків.

## Життєпис
- Народився та живе у Києві.
- Навчався у школі / ліцеї №49 м. Києва
- 2006 року закінчив Національну академію образотворчого мистецтва і архітектури.
- З 2009 року працює у Музеї Ханенків.

## Праці
Усні
- «Міфи і легенди Давньої Греції у творах зібрання Музею Ханенків»
- «Італійське Відродження»
- «Біблійні та житійні сюжети в європейськом у мистецтві»
- серія авторських екскурсій «Культура і мистецтво буддизму»

Інтернет
- Тангка «Цзонгава Лобсанг Драгпа» з колекції Музею Ханенків / 10 грудня 2020.[2]
- Монгольська металева скульптура «Шрідеві, або Лгамо» з колекції Музею Ханенків / 12 грудня 2020.[3]

Друковані
- Євген Осауленко, Юлія Хіль.  розділ «Мистецтво індуїзму та буддизму», стор. 39-51 книги // Мистецтво Азії та ісламського світу. Ред. Ганна Рудик. (Галина Біленко, Олександр Галенко, Марта Логвин, Антоніна Макаревич, Ольга Новікова, Євген Осауленко, Ганна Рудик, Юлія Філь, Валерія Юнда). — Музей Ханенків, сходознавче видавництво «Сафран» — 2023. — 352 с. — ISBN 978-617-8376-03-1